# Firmicus (månekrater)
Firmicus er et nedslagskrater på Månen. Det befinder sig i den østlige del af Månens bagside og er cirkulært, men ser ovalt ud fra Jorden på grund af perspektivisk forkortning. Det er opkaldt efter den romerske astrolog Firmicus Maternus (330 – 354).
Navnet blev officielt tildelt af den Internationale Astronomiske Union (IAU) i 1935. 

## Omgivelser
Firmicuskrateret ligger vest for Mare Undarum og nordøst for det tilsvarende store Apolloniuskrater. Nord for Firmicus ligger van Albada- og Auzoutkraterne. Forbundet med dets nordvestlige rand ligger Lacus Perseverantiae, som er et månemare i miniatureudgave. 

## Karakteristika
Det mest bemærkelsesværdige træk ved Firmicus er dets mørke, flade kraterbund. Den har samme albedo som overfladen af Mare Crisium mod nord, hvilket får den til at træde noget frem i forhold til omgivelserne. Bunden er ikke blevet ramt af større nedslag, siden krateret dannedes, omend der utvivlsom er mange små nedslag i dens overflade. Den ydre rand har været udsat for nogen erosion, særlig langs den nordlige side, hvor et par småkratere ligger over den.

## Satellitkratere
De kratere, som kaldes satellitter, er små kratere beliggende i eller nær hovedkrateret. Deres dannelse er sædvanligvis sket uafhængigt af dette, men de får samme navn som hovedkrateret med tilføjelse af et stort bogstav. På kort over Månen er det en konvention at identificere dem ved at placere dette bogstav på den side af satellitkraterets midte, som ligger nærmest hovedkrateret. Firmicuskrateret har følgende satellitkratere:
| Firmicus | Længde | Bredde  | Diameter |
| -------- | ------ | ------- | -------- |
| A        | 6,4° N | 65,1° Ø | 8 km     |
| B        | 7,3° N | 65,8° Ø | 14 km    |
| C        | 7,7° N | 66,5° Ø | 13 km    |
| D        | 5,9° N | 64,4° Ø | 11 km    |
| E        | 8,0° N | 63,6° Ø | 9 km     |
| F        | 6,5° N | 61,8° Ø | 9 km     |
| G        | 6,9° N | 61,9° Ø | 9 km     |
| H        | 7,5° N | 60,3° Ø | 7 km     |
| M        | 4,1° N | 67,2° Ø | 42 km    |

## Måneatlas
- Billeder af Firmicuskrateret i LPI-måneatlasset